# Apalopteron familiare
Apalopteron familiare hay meguro (メグロ) là một loài chim có kích thước nhỏ đặc hữu quần đảo Ogasawara (còn gọi là quần đảo Bonin) của Nhật Bản. Trước đây nó được xem là một phần của họ Meliphagidae.
Một đặc điểm nổi bật của loài chim này là một vòng trắng vây quanh mắt, với vá lông đen xung quanh.
Hiện nay phạm vi phân bố của nó bị giới hạn ở đảo Haha-jima. Trước đây nó còn được tìm thấy trên đảo Chichi-jima. Vi phạm vi phân bố nhỏ, đây được xem là một loài sắp bị đe dọa.
Một phân loài, Apalopteron familiare familiare, đã tuyệt chủng.